# オバペディア
『オバペディア』は、ショートショート作家の田丸雅智が書いたショートショート短編集小説。

## 概要
潮出版社の読み物を扱ったウェブサイト「潮WEB」内の「ショートショート目安箱」で2017年7月～2018年12月に掲載された小説18篇が書籍化された際のタイトル名。18篇の小説は全て、ウェブ上で公開されたお題の回答（アイデア）を一般読者から募り、その中から田丸雅智によって選出されたアイデアを基にショートショート小説へと仕上げ、WEB上で公開するという企画から生まれた作品。「オバペディア」は、収録作品全18篇のうちの一つの作品で、単行本と同名のタイトルである。

## 「オバペディア」とは
インターネットが網羅し切れていない、「おばさん」だけが持つ情報を有効活用すべく、立ち上げられたサービス。書類審査と厳しいテストに合格したおばさんは、晴れてオバペディアの公式おばさんに認定される。（小説に登場する架空のサービスで、実際には存在しない）

## 書誌情報
- オバペディア（2019年5月7日、潮出版社、ISBN 978-4-267-02184-8）